# Wydział Teologiczny Uniwersytetu Opolskiego
Wydział Teologiczny Uniwersytetu Opolskiego (WT UO) – jeden z 12 wydziałów Uniwersytetu Opolskiego. W ramach Wydziału funkcjonuje również Instytut Nauk Teologicznych. Siedzibą Wydziału jest Collegium Theologicum Uniwersytetu Opolskiego.

## Historia
Wydział Teologiczny Uniwersytetu Opolskiego powstał w 1994 roku z przekształcenia powstałej w 1981 roku filii Katolickiego Uniwersytetu Lubelskiego, bazującej na kilkudziesięcioletnich doświadczeniach Wyższego Seminarium Duchownego w Nysie, gdzie pracowała kadra naukowa dawnego Wydziału Teologicznego Uniwersytetu Jana Kazimierza we Lwowie.
Aktualnie Wydział Teologiczny kształci studentów na studiach stacjonarnych na czterech kierunkach zaliczanych do dziedziny nauk teologicznych (teologia, teologia kanoniczna, orientalistyka chrześcijańska oraz turystyka i kultura śródziemnomorska).
W przeszłości Wydział Teologiczny składał się z 3 instytutów i 10 samodzielnych katedr. Od wprowadzenia reformy Nauki i Szkolnictwa Wyższego w 2019 r. na strukturę Wydziału składa się 5 samodzielnych katedr. Aktualnie w jednostce zatrudnionych jest 26 pracowników naukowo-dydaktycznych (z czego 11 na stanowisku profesora, 9 na stanowisku profesora uczelni ze stopniem doktora habilitowanego oraz 6 na stanowisku adiunkta ze stopniem doktora). Wydział współpracuje również z emerytowanymi profesorami, których autorytet wspiera proces dydaktyczny oraz z szeregiem wykładowców zatrudnionych na zajęciach zleconych. Ponadto Wydział prowadzi szeroko zakrojoną współpracę z ośrodkami międzynarodowymi (m.in. Niemcy, Włochy, Austria, Węgry, Rumunia, Czechy, Słowacja, Indie, Liban).
Wydział Teologiczny UO wydaje również cenione czasopisma naukowe, takie jak:
- Studia Oecumenica
- Liturgia Sacra. Liturgia, Musica, Ars
- Studia Teologiczno-Historyczne Śląska Opolskiego
- Family Forum
- Scriptura Sacra (wydawanie zawieszone od 2024 r.)
- Diakon[8]

Ponadto Redakcja Wydawnictw Wydziału Teologicznego wydaje następujące serie książkowe:
- Opolska Biblioteka Teologiczna
- Opolska Myśl Teologiczna
- Orientał Christian Studies
- Ekumenizm i Integracja
- Liturgia Musica Ars
- Człowiek – Rodzina – Społeczeństwo
- Colloquia Theologica
- Z Dziejów Kultury Chrześcijańskiej na Śląsku
- Podręczniki i Skrypty
- Pomoce duszpasterskie[9]

Według stanu na 2015 rok na Wydziale studenci odbywają studia w ramach studiów pierwszego stopnia (licencjackich), studiów drugiego stopnia (magisterskich uzupełniających), jednolitych studiów magisterskich oraz studiów doktoranckich. Łącznie na Wydziale Teologicznym studiuje 271 studentów.
W przeprowadzonej ewaluacji jakości działalności naukowej za lata 2017–2021 Uniwersytetowi Opolskiemu w dyscyplinie nauki teologiczne przyznano kategorię A +.
Wydział Teologiczny UO jest jednostka aktywną w przestrzeni mediów społecznościowych. W ramach wydziału działa #OpolskieForumTeologii, na którego kanale można wysłuchać wielu wykładów z zakresu teologii i nauk pokrewnych.

## Władze (od 2020)
Od 1 października 2019 r., w związku z nową ustawą – prawo o szkolnictwie wyższym i nauce oraz nowym statutem UO, w ramach WT UO wyodrębniono Instytut Nauk Teologicznych. W związku z tym zmieniła się również struktura jednostki:

### Wydział Teologiczny UO
- Wielki Kanclerz Wydziału Teologicznego: bp dr hab. Andrzej Czaja
- Dziekan: ks. dr hab. Mateusz Rafał Potoczny, prof. UO
- Zastępca dziekana: ks. dr hab. Janusz Andrzej Podzielny, prof. UO

### Instytut Nauk Teologicznych UO
- Dyrektor: ks. dr hab. Krystian Kałuża, prof. UO
- Zastępca dyrektora: ks. dr hab. Rajmund Porada, prof. UO[14]

## Poczet dziekanów
- 1994–2002: ks. prof. dr hab. Helmut Jan Sobeczko – teolog (liturgika)
- 2002–2008: ks. prof. dr hab. Tadeusz Dola – teolog (teologia fundamentalna)
- 2008–2012: ks. prof. dr hab. Stanisław Rabiej – teolog (ekumenizm)
- 2012–2016: ks. prof. dr hab. Tadeusz Dola – teolog (teologia fundamentalna)
- 2016–2020: ks. prof. dr hab. Radosław Chałupniak – teolog (katechetyka)[15]
- od 2020: ks. dr hab. Mateusz Rafał Potoczny, prof. UO – teolog (liturgika, kościelne nauki wschodnie)

## Doktorzyhonoris causa
- J.E. ks. abp Alfons Nossol (18 maja 1995)
- J.Em. Kard. Miloslav Vlk (24 stycznia 2002)
- J. Em. Kard. Karl Lehmann (24 stycznia 2002)
- Jego Świątobliwość Ojciec Święty Jan Paweł II (17 lutego 2004)
- Hans-Gert Pöttering (10 marca 2007)
- J. Em. Kardynał Walter Kasper (10 marca 2007)
- prof. Krzysztof Zanussi (5 marca 2010)
- ks. prof. Wacław Hryniewicz OMI (30 października 2014)
- o. prof. Stanisław Celestyn Napiórkowski OFMConv (30 października 2014)
- J. Em. Kard. Kurt Koch (3 czerwca 2022)

## Kierunki kształcenia

### Teologia
Wydział Teologiczny UO prowadzi studia jednolite magisterskie stacjonarne na kierunku teologia w dwóch specjalnościach: katechetyczno-pastoralna (studia 5-letnie) oraz kapłańskiej (studia 6-letnie). W przeszłości prowadzono w ofercie Wydziału obecne były również studia niestacjonarne w dwóch specjalnościach: katechetyczno-pastoralnej (studia 5-letnie) oraz diakońskiej.

### Teologia kanoniczna (studium licencjatu rzymskiego)
Od roku akademickiego 2020/2021 istnieje możliwość podjęcia studiów na kierunku teologia kanoniczna. Jest to studium przeznaczone dla magistrów teologii, którzy chcieliby kontynuować swoją naukową drogę i rozpocząć etap studiów zmierzający do uzyskania stopnia tzw. „licencjatu rzymskiego”, który w przyszłości może stać się początkiem studiów doktoranckich. Kandydat na studia powinien wcześniej ukończyć jednolite studia magisterskie z teologii katolickiej albo wyższe seminarium duchowne (legitymuje się dyplomem lub zaświadczeniem ukończenia seminarium) oraz posiada przygotowanie pedagogiczne do nauczania religii. Efekty uczenia się przekazywane w ramach kierunku „Teologia kanoniczna” nie pokrywają się z istniejącym kierunkiem „Teologia” i umożliwiają pogłębienie dotychczas zdobytej wiedzy, umiejętności i kompetencji oraz ich aktualizację do zmieniających się uwarunkowań społeczno-religijnych. Studia nie dają kwalifikacji do nauczania religii w szkole (nie obejmują przygotowania pedagogiczno-katechetycznego), natomiast z perspektywy kościelnej (co potwierdza dodatkowe uzyskanie stopnia tzw. „licencjatu rzymskiego”) dają możliwość prowadzenia zajęć dydaktycznych w instytucjach kościelnych, np. w seminariach duchownych. Przygotowanie metodyczno-dydaktyczne opiera się na uprawnieniach, które absolwent nabył wcześniej – w ramach 5- albo 6-letnich jednolitych studiów magisterskich z teologii (jeśli te studia przewidywały uzyskanie takich uprawnień).

### Orientalistykachrześcijańska
Są to jedyne tego typu studia w Polsce. W ramach studiów licencjackich i magisterskich studenci zaznajamiają się z bogatą problematyką chrześcijan Orientu (Europy Wschodniej, Azji i Afryki Północnej) i kontekstem ich życia. Absolwenci to wykwalifikowana kadra menedżerów kultury, przygotowanych do pracy w instytucjach kultury, mediach, organizacjach pomocowych, stowarzyszeniach i fundacjach mających na celu wsparcie humanitarne, a także w organizacjach turystycznych oraz w biznesie. Studenci stają się ekspertami zaznajomionymi z kompleksową sytuacją społeczno-religijno-kulturowo-polityczną ludzi szeroko pojętego Wschodu.
Program studiów zawiera bogaty wachlarz przedmiotów z dziedziny nauk teologicznych, humanistycznych i społecznych. Ważnym komponentem programu studiów są również języki obce (np. arabski, syryjski, języki nowożytne).
Utworzenie studiów z zakresu orientalistyki chrześcijańskiej zasadzało się na kilku przesłankach.
- Po pierwsze: wyzwania stające przed społeczeństwami Zachodu, związane z handlem, ale także z migracjami ludności wywodzącej się w dużej mierze ze społeczności orientalnych, wymagają przygotowania wyspecjalizowanej kadry profesjonalnych znawców kultury, religii i kontekstu ich życia. Aby skutecznie odpowiadać na związane z rzeczonymi wyzwaniami zadania potrzeba przede wszystkim zaznajomienia się ze światem orientalnym.
- Po drugie, obserwowane w dzisiejszym świecie coraz większe zainteresowanie Orientem wymaga wyjścia naprzeciw oczekiwaniom wielu ludzi, chcących poznać wieloraki kontekst kultur i zawiłości świata Wschodu. Dotyczy to także jej chrześcijańskiego ujęcia. Obecnie w żadnym ośrodku teologicznym w Polsce nie kształci się specjalistów z zakresu orientalistyki chrześcijańskiej, stąd propozycja WT UO wydaje się być atrakcyjnym novum w skali całego kraju.
- Po trzecie, chrześcijanie Orientu, chociaż w historii chrześcijaństwa wykazali się niezwykle ważnym wkładem w całość dziedzictwa Kościoła, dziś stoją na skraju zapomnienia. Nasze studia mają być jednym z bastionów promocji wiedzy o chrześcijaństwie Orientu.
- Po czwarte: budowanie wielokulturowych społeczeństw pokoju i tolerancji wymaga znajomości kultury i kontekstu życia ludzi w różnych szerokościach geograficznych. Znajomość problematyki wschodniej wydaje się na tym polu najistotniejszą[18].

### Podyplomowe Studia Teologiczno-Katechetyczne
Kwestia kwalifikacji nauczycieli religii jest regulowana na drodze Porozumienia pomiędzy Konferencją Episkopatu Polski oraz Ministrem Edukacji Narodowej. Porozumienia wypracowane w roku 1993 oraz 2000 zawierały dążenie do dostosowania kwalifikacji nauczycieli religii do powszechnie obowiązujących wymagań wobec nauczycieli, przy jednoczesnym zachowaniu specyfiki lekcji religii, a także uwzględnieniu możliwości kadrowych Kościoła. Od roku 2007 prowadzono rozmowy dotyczące wypracowania nowego Porozumienia, które zawarte zostało 31 maja 2016 roku. Kolejne Porozumienie podpisane zostało 3 kwietnia 2019 roku i weszło w życie z dniem 1 września 2019 roku. W znowelizowanym dokumencie stwierdza się, że kwalifikacje do zajmowania stanowiska nauczyciela religii w liceach ogólnokształcących, technikach, branżowych szkołach I i II stopnia, szkołach podstawowych i w przedszkolach z wyjątkiem specjalnych, posiada osoba, która ukończyła teologiczno-katechetyczne studia podyplomowe umożliwiające nabycie wiedzy, umiejętności i kompetencji z zakresu przedmiotów teologicznych, prowadzone w wymiarze określonym przez Konferencję Episkopatu Polski (zob. § 1 pkt 3; § 2 pkt 3; § 3 pkt 1; §4 pkt 1 Porozumienia z 3 kwietnia 2019 r. w sprawie kwalifikacji zawodowych wymaganych od nauczycieli religii).

### Studia doktoranckie
Wydział Teologiczny prowadzi także studia doktoranckie (trzeciego stopnia, 4 letnie) z zakresu nauk teologicznych oraz nauk o rodzinie.
Wydział ma uprawnienia do nadawania następujących stopni naukowych:
- doktora w zakresie nauk teologicznych
- doktora w zakresie nauk o rodzinie (w przeszłości)
- doktora habilitowanego w zakresie nauk teologicznych

### Kierunki prowadzone w przeszłości
- Nauki o rodzinie[22]
  - asystent rodziny
  - opiekun osoby starszej i chorej terminalnie[23]
- Muzykologia, od roku akademickiego 2019/2020 kierunek został przeniesiony do Instytutu Historii UO[24].
- Turystyka i kultura śródziemnomorska, kierunek prowadzony w latach 2014-2024[25].

## Instytucje przywydziałowe WT UO
- Wyższe Międzydiecezjalne Seminarium Duchowne w Opolu (rektor: ks. dr hab. Andrzej Anderwald, prof. UO)
- Centrum Kultury i Nauki w Kamieniu Śląskim (dyrektor: ks. prof. dr hab. Zygfryd Glaeser)
- Biblioteka Wydziału Teologicznego
- Instytut Badań nad Teologią i Duchowością Dalekiego Wschodu (dyrektor: ks. dr hab. Dariusz Klejnowski-Różycki, prof. UO)[26]

## Pracownicy Wydziału

### Profesorowie tytularni
- ks. prof. dr hab. Andrzej Anderwald, teologia fundamentalna
- ks. prof. dr hab. Zygfryd Glaeser, teologia ekumeniczna
- ks. prof. dr hab. Konrad Glombik, prof. UO, teologia moralna
- ks. prof. dr hab. Jan Kochel, katechetyka[27]
- ks. prof. dr hab. Jerzy Kostorz, katechetyka
- ks. prof. dr hab. Marek Lis, środki przekazu wiary, komunikacja społeczna[28]
- ks. prof. dr hab. Piotr Morciniec, teologia moralna
- ks. prof. dr hab. Stanisław Rabiej, teologia dogmatyczna
- ks. prof. dr hab. Norbert Widok, patrologia
- ks. prof. dr hab. Kazimierz Wolsza, filozofia religii[29]
- ks. prof. dr hab. Marcin Worbs, filologia germańska[30]

### Samodzielni pracownicy naukowi WT UO bez tytułu naukowego zatrudnieni na stanowisku profesora nadzwyczajnego
- ks. dr hab. Piotr Górecki, prof. UO, historia Kościoła
- ks. dr hab. Wojciech Grygiel, prof. UO, filozofia
- ks. dr hab. Krystian Kałuża, prof. UO, teologia fundamentalna, religiologia i misjologia
- ks. dr hab. Dariusz S. Klejnowski-Różycki, prof. UO, teologia dogmatyczna
- ks. dr hab. Janusz Podzielny, prof. UO, teologia moralna[31]
- ks. dr hab. Rajmund Porada, prof. UO, ekumenizm
- ks. dr hab. Mateusz Rafał Potoczny, prof. UO, liturgika oraz liturgie chrześcijańskiego Orientu

### Niesamodzielni pracownicy naukowi WT UO ze stopniem naukowym doktora
- ks. dr Mariusz Drygier, historia Kościoła
- ks. dr Łukasz Florczyk, teologia biblijna
- ks. dr Piotr Herok, teologia biblijna
- ks. dr Michał Klementowicz, homiletyka, retoryka
- ks. dr Andrzej Ochman, socjologia
- ks. dr Robert Sadlak, teologia pastoralna

### Pracownicy UO spoza WT oraz prowadzący zajęcia zlecone
- o dr hab. Marek Blaza SJ, prof. AKW, ekumenizm i sakramentologia
- dr hab. Marcin Böhm, prof. UO, historia
- ks. mgr lic. Mirosław Cichoń, patrologia
- dr Piotr Dobrowolski, katechetyka
- ks. mgr Grzegorz Grąbczewski, historia sztuki
- dr Bartłomiej Grysa, nauki o języku i literaturze
- ks. dr Grzegorz Gura, prawo kanoniczne, prawo cywilne
- o. prof. dr hab. Andrzej Sebastian Jasiński OFM, teologia biblijna
- ks. dr hab. Franciszek Koenig, prof. UO, muzykologia
- ks. dr hab. Dariusz Krok, prof. UO, psychologia
- ks. dr Łukasz Libowski, filozofia i filologia klasyczna
- ks. dr Wojciech Maciążek, teologia dogmatyczna
- mgr inż. Stanisław Mołodecki, turystyka
- o. dr Maksymilian Nawara OSB, teologia orientalna
- dr Stanisław Niewiński, politologia
- ks. mgr lic. Arnold Nowak, teologia orientalna
- dr Ewa Kiełek-Rataj, psychologia
- ks. dr Sławomir Pawiński, homiletyka
- ks. dr hab. Grzegorz Poźniak, prof. UO, muzykologia
- dr hab. Piotr Sadowski, prof. UO, nauki prawne
- ks. dr Piotr Sękowski, język arabski
- o. dr Rafał Zarzeczny SJ, teologia dogmatyczna i patrystyczna

Źródło: Wydział Teologiczny UO

## Struktura organizacyjna
- Katedra Teologii Biblijnej, Historii Kościoła i Patrologii – kierownik: ks. dr hab. Piotr Górecki, prof. UO
- Katedra Teologii Fundamentalnej, Dogmatycznej i Ekumenizmu – kierownik: ks. prof. dr hab. Zygfryd Glaeser
- Katedra Teologii Moralnej, Bioetyki i Prawa Kanonicznego – kierownik: ks. prof. dr hab. Piotr Morciniec
- Katedra Teologii Liturgicznej, Homiletyki i Komunikacji – kierownik: ks. dr hab. Mateusz Rafał Potoczny, prof. UO
- Katedra Teologii Pastoralnej, Katechetyki, Pedagogiki i Psychologii – kierownik: ks. prof. dr hab. Jan Kochel

Źródło: Wydział Teologiczny UO

## Zmarli wykładowcy
Źródło: Wydział Teologiczny UO
- ks. mitrat dr Krzysztof Staniecki (1934–2003)
- ks. dr Gerard Strzeduła (1940–2005)
- ks. prof. dr hab. Józef Król (1945–2011)
- ks. dr Bernard Polok (1956–2012)
- o. prof. dr hab. Bronisław Wenanty Zubert OFM (1935–2015)
- ks. prof. dr hab. Alojzy Marcol (1931–2017)
- ks. prof. dr hab. Józef Herbut (1933–2018)
- ks. dr Bernard Jurczyk (1956–2018)
- ks. prof. dr hab. Radosław Chałupniak (1967–2020)
- ks. dr hab. Zdzisław Małecki (1939–2020)
- ks. dr Herbert Simon (1943–2020)[35]
- ks. dr Krzysztof Pagór (1950–2020)[36]
- o. prof. dr hab. Hugolin Langkammer OFM (1930–2021)[37]
- bp dr Gerard Kusz (1939–2021)[38]
- ks. prof. dr hab. Helmut Jan Sobeczko (1939–2021)[39]